# Funtumia elastica
Espèce
Classification APG III (2009)
Funtumia elastica est une espèce de plante à fleurs de la famille des Apocynaceae trouvée en Afrique, et notamment au Liberia.
C'est un arbre à caoutchouc et une plante médicinale dont on utilise l'écorce.

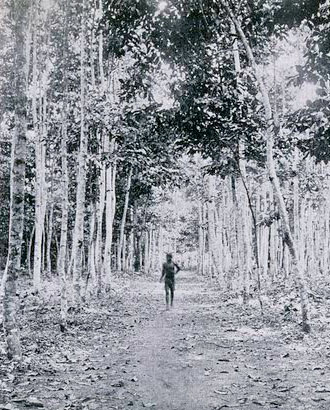
Plantation communale à Benin City.